# František Xaver Ábel
František Xaver Ábel (9. červenec 1722, Malženice – 8. říjen 1784, Prešov) byl slovenský římskokatolický řeholník, filozof a vysokoškolský pedagog.
Studoval v Prešově a v Košicích, teologii v Trnavě. V 1740 vstoupil do Tovaryšstva Ježíšova (jezuité). Byl profesorem etiky a přirozeného práva na Trnavské univerzitě. Po zrušení řehole jezuitů působil jako kazatel v Prešově.
Autor české učebnice náboženství pro studující (Učenje křesťanského w otázky a odpovědi, Trnava 1762) a sbírky básní s náboženskou tematikou.